# Aeroportul Internațional New Ulaanbaatar
Aeroportul Internațional New Ulaanbaatar (în mongolă Чингис хаан олон улсын нисэх буудал; în mongolă ᠴᠢᠩᠭᠢᠰ ᠬᠠᠭᠠᠨ ᠣᠯᠠᠨ ᠤᠯᠤᠰ ᠤᠨ ᠨᠢᠰᠬᠦ ᠪᠠᠭᠤᠳᠠᠯ) (IATA: UBN, ICAO: ZMCK) este un aeroport din Töw-Aimag, Mongolia. A fost deschis în 2021.
Situat la o altitudine de 1.366 m, aeroportul dispune de o singură pistă.